# Abdij van Val-Benoît

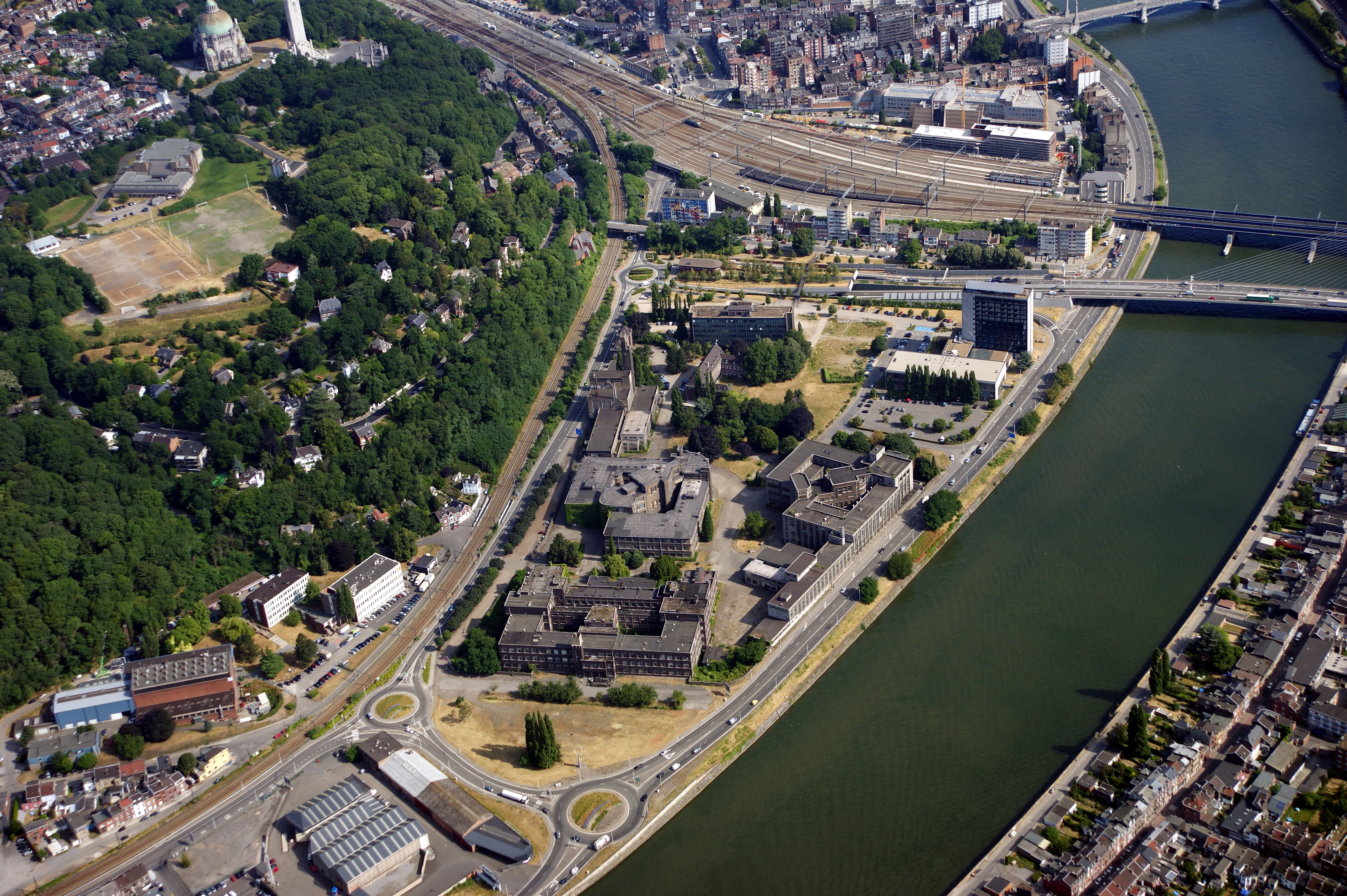
Terrein van Val-Benoît

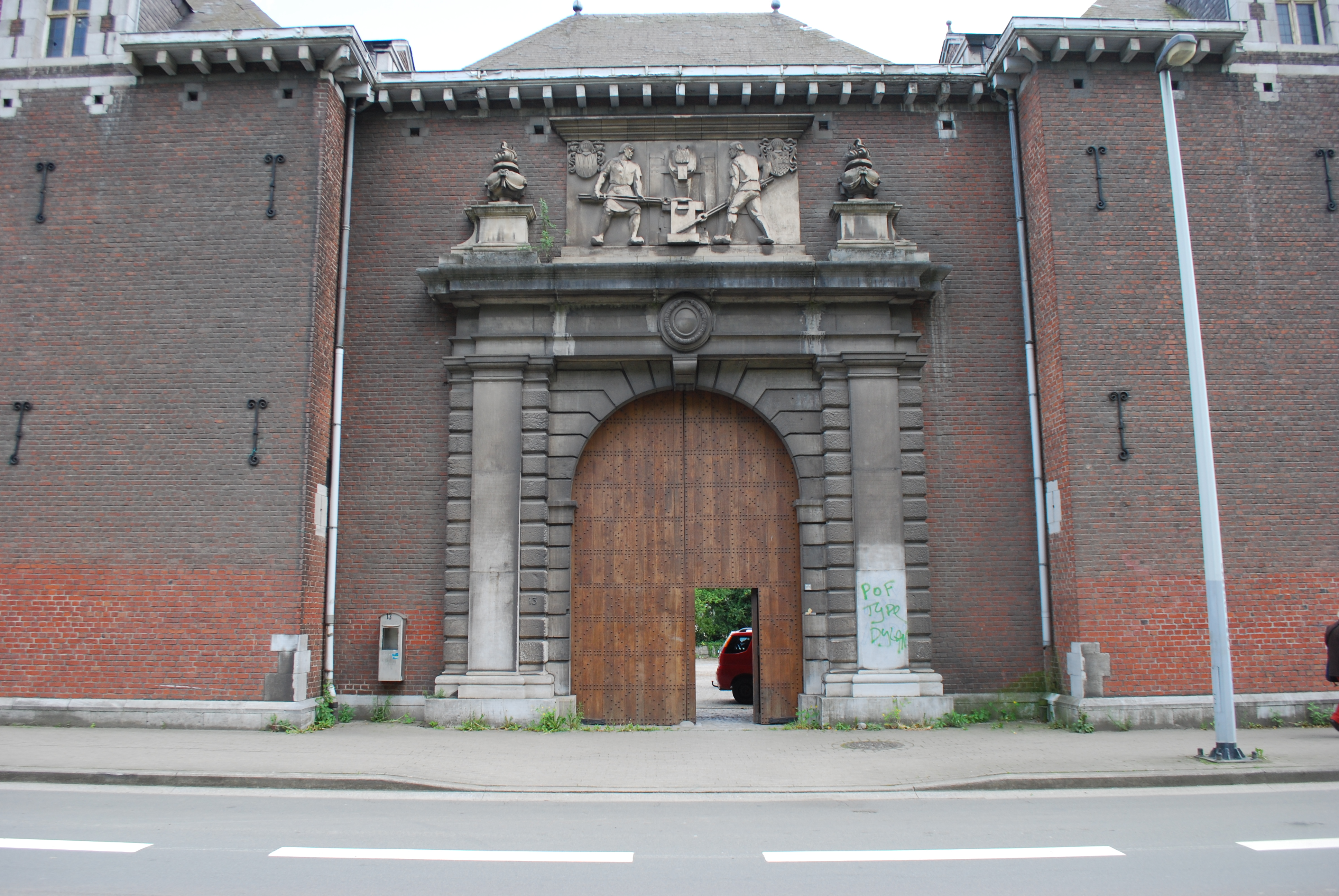
Poortgebouw van Val-Benoît

De Abdij van Val-Benoît (letterlijk: Benedictusdal) was een abdij te Sclessin nabij Luik, ten zuiden van de huidige Avenue des Tilleuls en ingeklemd tussen de Rue Ernest Solvay en de Maas.

## Geschiedenis
Vanaf 1220 was hier een priorij van de Kanunniken van Augustinus, welke in 1230 vertrokken naar Val-des-Écoliers. De priorij werd vervolgens een Cisterciënzerabdij. Deze monniken waren van de Abdij van Robermont afkomstig. In 1568 werd de abdij in brand gestoken, maar herbouwd. In 1796 werd de abdij opgeheven en in 1797 werden de gebouwen openbaar verkocht. Zij besloegen toen een oppervlakte van 36.000 m². Veel gebouwen werden gesloopt, maar het poortgebouw, daterend van de 17e eeuw, bleef bestaan, evenals een abdijgebouw. Dit werd echter zwaar beschadigd tijdens de Tweede Wereldoorlog, waarna een replica werd gebouwd.
Van 1930-1965 werd op dit terrein een campus van de Universiteit van Luik gesticht. Na een geleidelijke verhuizing naar de campus van Sart-Tilman, sloot de universiteit er in 2006 definitief. Vanaf 2010 worden herstructureringsplannen in dit gebied uitgevoerd, waarbij het poortgebouw wordt verplaatst.
Sinds 28 april 2025 is de buurt beter ontsloten door openbaar vervoer dankzij de tramhalte Val-Benoît van de Luikse tram.